# Kondō Jirō (Ingenieur)
Kondō Jirō (japanisch 近藤 次郎; geboren 23. Januar 1917 in der (Präfektur Shiga); gestorben 29. März 2015) war ein japanischer Ingenieur.

## Leben und Wirken
Kondō Jirō machte 1941 seinen Studienabschluss im Fachbereich Mathematik der Naturwissenschaftlichen Fakultät der Universität Tōkyō. 1958 wurde er Professor an seiner Alma Mater. Er forschte zu den Problemen der Überschallgeschwindigkeit und erstellte den grundlegenden Plan für das Passagierflugzeug YS-11. 1977 wurde er als „Meiyo Kyōju“ verabschiedet. 
Kondō engagierte sich im Umweltschutz und wurde von 1980 bis 1985 Direktor des „National Institute for Environmental Studies“ (国立公害研究所, Kokuritsu kōgai kenkyūjo). Von 1985 bis 1994 war er Vorsitzender des Science Council of Japan. 1994 wurde er Vorsitzender des „Kokusai kagakugijutsu zaidan“ (国際科学技術財団), einer Einrichtung, die den angesehenen Japan-Preis vergibt.
1995 wurde Kondō als Person mit besonderen kulturellen Verdiensten geehrt, 2002 wurde er mit dem Kulturorden ausgezeichnet.
Kondō verfasste „Die Sicherheit riesengroßer Systeme“ (巨大システムの安全性, Kyodai shisutemu no ansensei), „Wie lässt sich der Fortschritt bei Flugzeugen vorantreiben?“ (飛行機はどう進化するか, Hikōki wa dō shinka suru ka) und andere Schriften.